# 星幸男
星幸男（ほし ゆきお、1959年9月3日 - ）は、日本の実業家。株式会社星医療酸器代表取締役社長。

## 人物・経歴
1959年生まれ。千葉商科大学商経学部卒業。1988年株式会社星医療酸器入社。1994年取締役東京事業所長、1996年取締役首都圏中部地区担当兼東京事業所長、1999年常務取締役首都圏中部地区担当兼東京事業所長、2000年常務取締役医療ガス事業本部長、2001年専務取締役医療ガス事業本部長、2005年代表取締役社長就任。